# 베르마 가군
리 대수의 표현론에서 베르마 가군(वर्मा加群, 영어: Verma module)은 주어진 무게에 대한 가장 “일반적인” 최고 무게 가군이다.

## 정의
다음과 같은 데이터가 주어졌다고 하자.
- 체 {\displaystyle K}
- {\displaystyle K} 위의 리 대수 {\displaystyle {\mathfrak {g}}}
- {\displaystyle {\mathfrak {g}}}의 부분 리 대수 {\displaystyle {\mathfrak {p}}\subset {\mathfrak {g}}}
- {\displaystyle {\mathfrak {p}}}의 표현 {\displaystyle V} (즉, {\displaystyle \operatorname {U} ({\mathfrak {p}})}의 왼쪽 가군)

그렇다면, 이에 대응되는 일반화 베르마 가군(一般化वर्मा加群, 영어: generalized Verma module)은 다음과 같다.
{\displaystyle \operatorname {U} ({\mathfrak {g}})\otimes _{\operatorname {U} ({\mathfrak {p}})}V}
여기서
- {\displaystyle \operatorname {U} (-)}는 리 대수의 보편 포락 대수이다.
- {\displaystyle \operatorname {U} ({\mathfrak {g}})}의 오른쪽 {\displaystyle \operatorname {U} ({\mathfrak {p}})}-작용은 (푸앵카레-버코프-비트 정리에 의하여 {\displaystyle \operatorname {U} ({\mathfrak {p}})\subseteq \operatorname {U} ({\mathfrak {g}})}이므로) 보편 포락 대수의 오른쪽 곱셈 연산이다.

특히, 다음과 같은 경우를 생각하자.
- {\displaystyle K}는 표수 0의 대수적으로 닫힌 체이다.
- {\displaystyle {\mathfrak {g}}}는 {\displaystyle K} 위의 반단순 리 대수이다.
- {\displaystyle {\mathfrak {p}}={\mathfrak {b}}}는 보렐 부분 대수이다.
- {\displaystyle V=\mathbb {C} }는 {\displaystyle {\mathfrak {b}}}의 무게 {\displaystyle \lambda \colon \mathbb {b} \to {\mathfrak {b}}/[{\mathfrak {b}},{\mathfrak {b}}]\to \mathbb {C} }를 이루는 1차원 표현이다.

이 경우를 베르마 가군이라고 한다.

### 등급
복소수체 위의 반단순 리 대수 {\displaystyle {\mathfrak {g}}} 및 그 포물형 부분 대수 {\displaystyle {\mathfrak {p}}}가 주어졌다고 하자. 그렇다면, {\displaystyle {\mathfrak {g}}} 위에 자연스러운 등급
{\displaystyle {\mathfrak {g}}=\bigoplus _{i=-k}^{k}{\mathfrak {g}}_{i}}
이 주어지며,
{\displaystyle {\mathfrak {p}}=\bigoplus _{i=0}^{k}{\mathfrak {g}}_{i}}
{\displaystyle {\mathfrak {h}}={\mathfrak {g}}_{0}}
이다. 즉, {\displaystyle \operatorname {U} ({\mathfrak {g}})}는 등급 {\displaystyle \{-k,-k+1,\dotsc ,k-1,k\}}에 대한 복소수 등급 대수이며, {\displaystyle \operatorname {U} ({\mathfrak {p}})}는 그 가운데 음이 아닌 등급만을 취한 부분 대수이다.
임의의 {\displaystyle {\mathfrak {p}}}의 표현 {\displaystyle V}에 대하여, {\displaystyle ({\mathfrak {g}},{\mathfrak {p}},V)}-일반화 베르마 가군은 (푸앵카레-버코프-비트 정리를 사용하면) 다음과 같다.
{\displaystyle \operatorname {U} ({\mathfrak {g}})\otimes _{\operatorname {U} ({\mathfrak {p}})}V=\bigoplus _{i=-k}^{-1}\operatorname {U} ({\mathfrak {g}}_{i})\otimes _{K}V}

## 성질
베르마 가군은 다음과 같은 보편 성질을 만족시킨다. 반단순 리 대수 {\displaystyle {\mathfrak {g}}}의 카르탕 부분 대수 {\displaystyle {\mathfrak {h}}}의 무게 {\displaystyle \lambda \in {\mathfrak {h}}^{\vee }}에 대응하는 {\displaystyle {\mathfrak {g}}}-최고 무게 가군 {\displaystyle V}에 대하여, 유일한 전사 {\displaystyle {\mathfrak {g}}}-표현 준동형
{\displaystyle M_{\lambda }\twoheadrightarrow V}
가 존재한다.

## 예
{\displaystyle {\mathfrak {sl}}(2;\mathbb {C} )}의 베르마 가군을 생각하자. 이는 기저
{\displaystyle {\mathfrak {sl}}(2;\mathbb {C} )=\operatorname {Span} _{\mathbb {C} }\{a,a^{\dagger },c\}}
{\displaystyle [a^{\dagger },a]=c}
{\displaystyle [a^{\dagger },c]=-2a^{\dagger }}
{\displaystyle [a,c]=2a}
로 표현될 수 있다. 여기서 {\displaystyle {\mathfrak {h}}=\operatorname {Span} _{\mathbb {C} }\{c\}}를 카르탕 부분 대수로, {\displaystyle {\mathfrak {b}}=\operatorname {Span} _{\mathbb {C} }\{c,a^{\dagger }\}}를 보렐 부분 대수로 잡자.
{\displaystyle {\mathfrak {h}}}의 무게는 하나의 복소수 {\displaystyle \lambda \in \mathbb {C} }로 결정된다. 그 기저를 {\displaystyle |\lambda \rangle }로 적자. 즉,
{\displaystyle c|\lambda \rangle =\lambda |\lambda \rangle }
{\displaystyle a|\lambda \rangle =0}
이다.
그렇다면, 이 무게의 베르마 가군은 다음과 같은 기저를 갖는다.
{\displaystyle W_{\lambda }=\operatorname {Span} _{\mathbb {C} }\left\{|\lambda \rangle ,\alpha ^{\dagger }|\lambda \rangle ,(\alpha ^{\dagger })^{2}|\lambda \rangle ,\dotsc \right\}}
이 위의 {\displaystyle {\mathfrak {sl}}(2;\mathbb {C} )}의 작용은 구체적으로 다음과 같다.
{\displaystyle c(a^{\dagger })^{n}|\lambda \rangle =(\lambda -2n)(a^{\dagger })^{n}|\lambda \rangle }
{\displaystyle a(a^{\dagger })^{n}|\lambda \rangle ={\begin{cases}n(\lambda -n+1)(a^{\dagger })^{n-1}|\lambda \rangle &n>0\\0&n=0\end{cases}}}
만약 {\displaystyle \lambda \in \mathbb {N} } (음이 아닌 정수)일 경우,
{\displaystyle a(a^{\dagger })^{\lambda +1}|\lambda \rangle =0}
이며, 따라서 베르마 가군 {\displaystyle W_{\lambda }}의 부분 공간
{\displaystyle \operatorname {Span} _{\mathbb {C} }\{(a^{\dagger })^{\lambda +1}|\lambda \rangle ,(a^{\dagger })^{\lambda +2}|\lambda \rangle ,\dotsc \}\subseteq W_{\lambda }}
는 {\displaystyle W_{\lambda }}의 부분 가군을 이룬다. 이 경우, 위 부분 가군에 대한 몫을 취할 수 있으며, 이는 {\displaystyle {\mathfrak {sl}}(2;\mathbb {C} )}의 {\displaystyle n+1}차원 표현을 이룬다. 이 조건은 {\displaystyle \lambda }가 정수 우세 무게인 것에 해당한다.

## 역사
다야난드 베르마가 도입하였다.

## 같이 보기
- 리 대수의 표현